# Парламентские выборы в Уганде (2001)
Парламентские выборы в Уганде проходили 26 июня 2001 года. В стране всё ещё существовал конституционный запрет на политические партии, поскольку на референдуме 2000 года предложение о восстановлении многопартийной системы не было одобрено. Все члены парламента избирались как беспартийные. Из 295 мест парламента 214 мест распределялись в ходе всеобщих выборов, остальные места резервировались для представителей армии (10 мест), молодёжи и женщин. Большинство депутатов (более 200) поддерживало систему «беспартийного» Движения, хотя 12 министров потеряли свои места.

## Результаты
| Партия                                                          | Голосов    | %     | Мест | +/- |
| --------------------------------------------------------------- | ---------- | ----- | ---- | --- |
| Беспартийные                                                    |            | 100   | 214  | -   |
| Зарезервированные места                                         | -          | -     | 81   | -   |
| Недействительных/пустых бюллетеней                              |            | -     | -    | -   |
| Всего                                                           | 7 576 144  | 100   | 295  | +19 |
| Зарегистрированных избирателей/Явка                             | 10 561 779 | 70,31 | -    | -   |
| Источник: IPU Архивная копия от 4 марта 2016 на Wayback Machine |            |       |      |     |